# おかしな2人 (漫画)
『おかしな2人』（おかしなふたり）は、原作：やまさき十三、作画：さだやす圭による日本の漫画作品。『モーニング』（講談社）にて1982年9月9日号（創刊号）から1987年31号まで連載された。単行本はモーニングKCより全16巻。
1985年、第9回講談社漫画賞・一般部門を受賞した。1988年に大林宣彦により、「日本殉情伝 おかしなふたり ものくるほしきひとびとの群」のタイトルで映画化されている。

## あらすじ
ヤクザの室田幸夫が、相棒である山倉修とタッグを組み、一攫千金を求めて暴れ回るという、珍道中を描いたストーリー。
連載時及び単行本に掲載されているエピソードのうち、室田がエイズに罹る話は文庫本では丸々削除されている。

## 登場人物
室田 幸夫（むろた ゆきお）
ヤクザ。
山倉 修（やまくら おさむ）
室田幸夫の相棒。

## 書誌情報
- 原作：やまさき十三・作画：さだやす圭『おかしな2人』講談社〈モーニングKC〉、全16巻
  1. 1983年8月15日発売[7]、ISBN 4-06-102501-5
  2. 1983年9月14日発売[8]、ISBN 4-06-102507-4
  3. 1983年12月15日発売[9]、ISBN 4-06-102513-9
  4. 1984年4月16日発売[10]、ISBN 4-06-102521-X
  5. 1984年9月14日発売[11]、ISBN 4-06-102528-7
  6. 1985年1月14日発売[12]、ISBN 4-06-102533-3
  7. 1985年5月16日発売[13]、ISBN 4-06-102541-4
  8. 1985年9月13日発売[14]、ISBN 4-06-102550-3
  9. 1986年1月16日発売[15]、ISBN 4-06-102558-9
  10. 1986年5月14日発売[16]、ISBN 4-06-102566-X
  11. 1986年9月12日発売[17]、ISBN 4-06-102583-X
  12. 1986年12月15日発売[18]、ISBN 4-06-102592-9
  13. 1987年3月16日発売[19]、ISBN 4-06-102602-X
  14. 1987年6月19日発売[20]、ISBN 4-06-102608-9
  15. 1987年8月20日発売[21]、ISBN 4-06-102616-X
  16. 1987年9月18日発売[22]、ISBN 4-06-102620-8

- 原作：やまさき十三・作画：さだやす圭『おかしな2人』講談社〈講談社漫画文庫〉、全16巻
  1. 1995年9月5日発売[1]、ISBN 4-06-102501-5
  2. 1995年9月5日発売[23]、ISBN 4-06-260137-0
  3. 1995年10月3日発売[24]、ISBN 4-06-260146-X
  4. 1995年10月3日発売[25]、ISBN 4-06-260147-8
  5. 1995年11月2日発売[26]、ISBN 4-06-260152-4
  6. 1995年11月2日発売[27]、ISBN 4-06-260153-2
  7. 1995年12月5日発売[28]、ISBN 4-06-260165-6
  8. 1995年12月5日発売[29]、ISBN 4-06-260166-4
  9. 1996年1月11日発売[30]、ISBN 4-06-260180-X
  10. 1996年1月11日発売[31]、ISBN 4-06-260181-8
  11. 1996年2月8日発売[32]、ISBN 4-06-260184-2
  12. 1996年2月8日発売[33]、ISBN 4-06-260185-0
  13. 1996年3月11日発売[34]、ISBN 4-06-260186-9
  14. 1996年3月11日発売[35]、ISBN 4-06-260187-7
  15. 1996年4月11日発売[36]、ISBN 4-06-260188-5
  16. 1996年4月11日発売[2]、ISBN 4-06-260189-3